# Authie (Fluss)
Der Authie ist ein Küstenfluss in Frankreich, der in der Region Hauts-de-France verläuft und bis zur Zusammenlegung der beiden ehemaligen Regionen Picardie und Nord-Pas-de-Calais im Unterlauf über längere Strecken auch den Grenzverlauf zwischen diesen beiden Regionen markierte. Er entspringt im Grenzbereich der beiden Gemeinden Coigneux und Souastre in einer Höhe von etwa 122 Metern und entwässert generell Richtung Nordwest durch überwiegend landwirtschaftlich genutzten Flächen. Das Tal des Flusses beherbergt eine vielfältige Flora und Fauna, passiert aber auch viele Orte mit historischen Schlössern und Klosteranlagen. In seinem Unterlauf bildet er die nördliche Grenze des Regionalen Naturparks Baie de Somme Picardie Maritime. Auf den letzten zwölf Kilometern bildet der Fluss eine Trichtermündung, die sich zwischen den Orten Fort-Mahon-Plage und Berck zur Bucht Baie de l’Authie weitet, wo der Authie schließlich nach einer Gesamtlänge von rund 108 Kilometern in den Ärmelkanal mündet.
Auf seinem Weg durchquert der Fluss die Départements Somme und Pas-de-Calais.

## Orte am Fluss
- Coigneux
- Couin
- Authie
- Doullens
- Auxi-le-Château
- Labroye
- Dompierre-sur-Authie
- Nampont
- Groffliers
- Fort-Mahon-Plage
- Berck

## Sehenswürdigkeiten
- Kloster Valloires, ehemalige Zisterzienserabtei